# روز دستمزد برابر

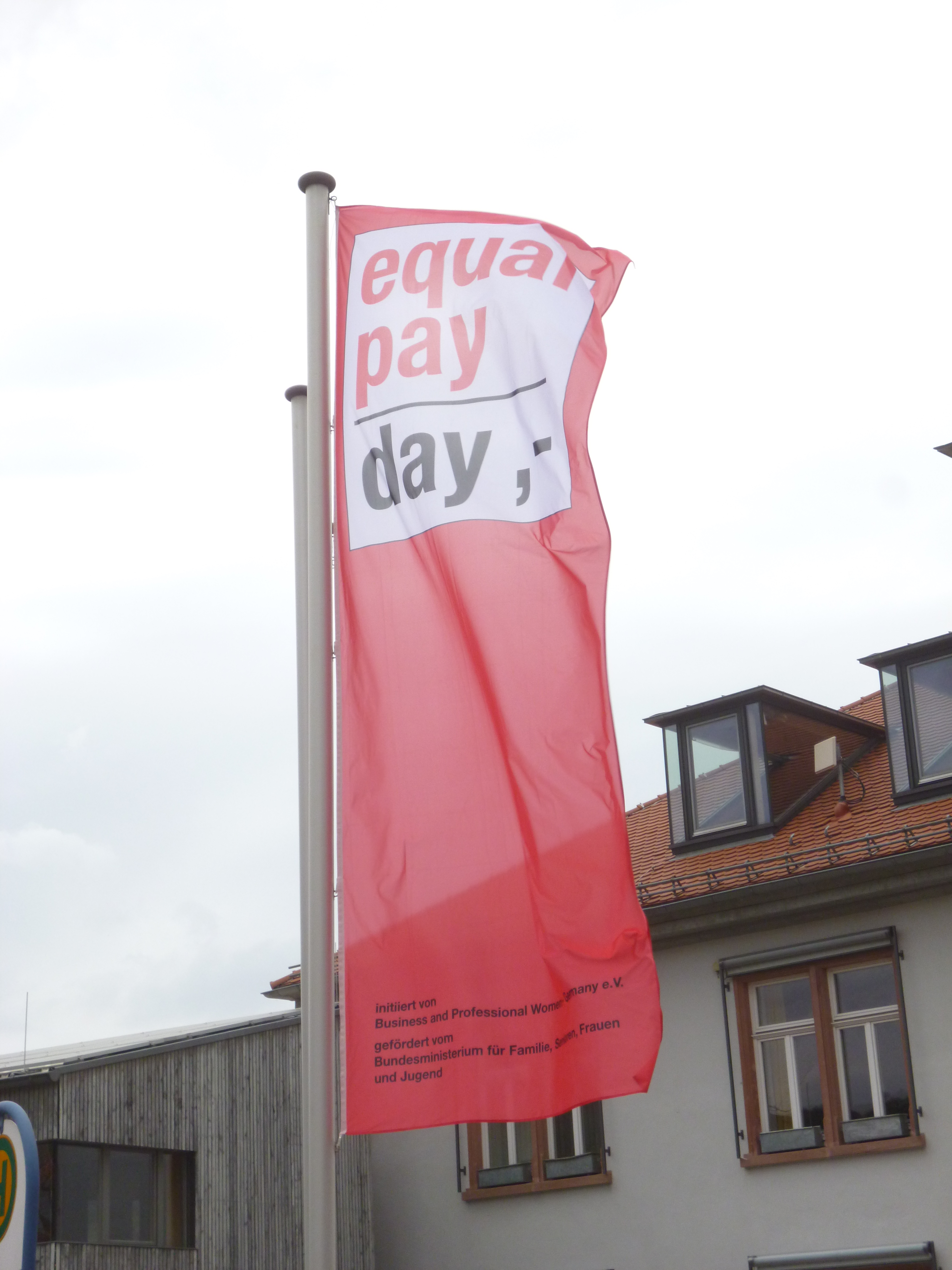
پرچم «روز دستمزد برابر» در ۲۱ مارس ۲۰۱۴ در هاهنلین آلمان

روز دستمزد برابر مزد روزانه، برای یادآوری نابرابری و شکاف جنسیتی در پرداخت دستمزد به مردان و زنان، و تلاش برای برقراری برابری است. این تبعیض دستمزد به ازای کارِ برابر، برای زنان رنگین‌پوست بیشتر هم می‌شود.
این روز در کشورهای گوناگون با توجه به مقدار نابرابری متفاوت است. مثلاً به طور نمادین تخمین زده می‌شود در آلمان زنان باید ۸۰ روز بیشتر از مردان کار کنند تا حقوقی برابر دریافت کنند، فرانسه ۹۶ روز، روسیه ۶۰ روز، هلند ۹۰ روز، سوئد ۱۰۵ روز و غیره.

## مقایسه دستمزد زنان و مردان
امروزه هنوز دستمزد زنان در سرتاسر جهان برای کار برابر و معادل در مقایسه با دستمزد مردان بین ۲۰ تا ۵۰ درصد کمتر است. مثلاً به طور نمادین تخمین زده می‌شود در آلمان زنان باید ۸۰ روز بیشتر از مردان کار کنند تا حقوقی برابر دریافت کنند، فرانسه ۹۶ روز، روسیه ۶۰ روز، هلند ۹۰ روز، سوئد ۱۰۵ روز و … این نابرابری دستمزد زنان با مردان در گروه‌های سنّی، قومی و نژادی، و تحصیلی هر کشور نیز مقداری متفاوت است.